# Hettienne Park
Hettienne Park (Boston, 7 marzo 1983) è un'attrice e scrittrice statunitense.

## Biografia
Ha ricevuto il suo Bachelor of Arts in economia e religione dall'Università di Rochester e un diploma in pianoforte e flauto dolce della New England Conservatory of Music di Boston.

## Filmografia

### Attrice

#### Cinema
- Never Forever, regia di Gina Kim (2007)
- Year of the Fish, regia di David Kaplan (2007)
- Bride Wars - La mia migliore nemica (Bride Wars), regia di Gary Winick (2009)
- Young Adult, regia di Jason Reitman (2011)
- Private Life, regia di Tamara Jenkins (2018)

#### Televisione
- Hack – serie TV, episodio 1x09 (2002)
- Law & Order - Unità vittime speciali (Law & Order: Special Victims Unit) – serie TV, episodio 6x09 (2004)
- Law & Order – serie TV, episodi 15x16-18x02 (2005, 2008)
- The In-Betweens of Holly Malone – serie TV, 4 episodi (2005-2007)
- Numb3rs – serie TV, episodio 2x22 (2006)
- Damages – serie TV, episodio 1x01-2x09 (2007-2009)
- Puppy Love Dawn – serie TV (2008)
- The Good Wife – serie TV, episodio 1x03 (2009)
- Mercy – serie TV, episodio 1x08 (2009)
- Hannibal – serie TV, 18 episodi (2013-2014)
- Blindspot – serie TV, 4 episodi (2018)
- The OA – serie TV, episodi 2x03-2x06 (2019)
- Prodigal Son – serie TV, episodi 1x11-1x14 (2020)
- 9-1-1: Lone Star – serie TV, episodio 1x01 (2020)
- The Outsider – miniserie TV, 6 puntate (2020)
- Gossip Girl – serie TV, episodi 1x06-1x07 (2021)
- The Girls on the Bus – serie TV, 6 episodi (2024)
- The Last of Us – serie TV, episodi 2x05-2x07 (2025)

#### Doppiaggio
- The Warriors – videogioco (2005)
- Grand Theft Auto IV – videogioco (2008)

## Teatro
- The Death of Griffin Hunter
- Twentyone
- Three Sisters
- Albatross at Sea
- The Warrior's Sister
- The Intelligent Homosexual's Guide to Capitalism and Socialism with a Key to the Scriptures
- Seminar
- With and Without
- Redwood Curtain

## Doppiatrici italiane
Nelle versioni in italiano delle opere in cui ha recitato, Hettienne Park è stata doppiata da:
- Federica De Bortoli in Bride Wars - La mia migliore nemica
- Monica Migliori in The Good Wife
- Domitilla D'Amico in Hannibal
- Antilena Nicolizas in Private Life
- Michela Alborghetti in The OA
- Roberta Pellini in The Last of Us